# Cratere Ibn Bajja
Ibn Bajja è un cratere lunare di 11,98 km situato nella parte sud-occidentale della faccia visibile della Luna.